# Epessë
I J.R.R. Tolkiens berättelser om Midgård är ett epessë en av tre kategorier av alviska namn, som kan jämföras med ett smeknamn eller en hederstitel. 
Alverna gavs oftast två namn (essi) vid födseln: ett fadersnamn och ett modersnamn. Fadersnamnet är oftast baserat på faderns egna namn eller (i senare tider) taget från gamla legender. Ett fadersnamn kunde i själva verket vara det samma som faderns namn fast med en annan ändelse, som tex. Gildor Inglorion, i likhet med de ryska familjenamnen. Ett modersnamn gavs vid ett senare tillfälle än födseln och hade stor betydelse då alviska mödrar sägs kunna se personligheten i deras barn. Det tros även vara så att mödrarna har gåvan att kunna se barnens framtid. 
Epessë eller ”efternamn” är den tredje typen. Efternamnet är givet senare i livet, dock inte nödvändigtvis av någon alv utan snarare som ett beundrande namn. I vissa fall väljer alven själv sitt epessë. Alven kan bli kallad alla sina olika namn, men oftast kom dem att kallas efter sitt epessë. I sånger och sagor är det vanligaste att man kallar alverna för deras epessë.

## Exempel
- Maedhros, Fëanors äldste son kallades av sina bröder för Russandol, en epessë han fått efter sitt rödlätta hår. Även Maedhros var en epessë: hans fadersnamn var Nelyafinwë (Finwë den tredje: Fëanors egna fadersnamn var (Curu)finwë) och hans modersnamn var Maitimo.

- Gil-galad (Strålglänsande stjärnan) är Rodnors modersnamn, Orodreths son. Hans epessë var Ereinion på grund av hans arv: namnet betyder egentligen ”Konungarnas ättling”.

- Círdan (Skeppsbyggaren) är en telerialvs epessë som stannade kvar i Beleriand, och senare Lindon till slutet av den Tredje Åldern. Hans första namn har blivit bortglömt och han kom att kallas för Círdan, en titel som givits honom som Herre av Falas före den Första Åldern.

- Finrod kallas ofta för Felagund (grotthuggaren), ett vanligt smeknamn som gavs åt honom efter hans tid i Nargothrond. Finrod tog namnet och gjorde det till en hederstitel.

- Galadriel är Alatáriel översatt till sindarin, det senare var ett telerin epessë som gavs till henne av Celeborn. Galadriel betyder ”Jungfrun som kröntes av en strålande girland”. Själva namnet är en epessë: hennes fadersnamn är Artanis (ädel kvinna) och hennes modersnamn är Nerwen (mansjungfru).